# Pleurotus olivascens
Pleurotus olivascens är en svampart som beskrevs av Corner 1981. Pleurotus olivascens ingår i släktet Pleurotus och familjen musslingar.   Inga underarter finns listade i Catalogue of Life.